# Gowdihalli, Holalkere
Gowdihalli là một làng thuộc tehsil Holalkere, huyện Chitradurga, bang Karnataka, Ấn Độ.